# Эзе, Эберечи
Эберечи Олачи Эзе (англ. Eberechi Oluchi Eze; родился 29 июня 1998, Гринвич) — английский футболист, нападающий клуба «Арсенал

## Клубная карьера
Уроженец Гринвича, Большой Лондон, Эзе выступал за молодёжные команды лондонских клубов «Арсенал», «Фулхэм», «Рединг» и «Миллуолл», но в 2016 году был отпущен из последней. После этого он прошёл просмотр в другом лондонском клубе «Куинз Парк Рейнджерс», и 3 августа 2016 года подписал контракт с клубом. 7 января 2017 года Эзе дебютировал в основном составе «обручей» в матче Кубка Англии против «Блэкберн Роверс».
30 августа 2017 года Эзе отправился в аренду в клуб Лиги 2 «Уиком Уондерерс»,  сыграв за команду 20 матчей и забив 5 мячей в рамках лиги. В январе 2018 года вернулся в «Куинз Парк Рейнджерс».
Вернувшись в Лондон, Эзе начал регулярно играть в первой команде «обручей». 10 марта 2018 года он забил свой первый гол за клуб в матче против «Сандерленда». Летом 2018 года Эзе получил футболку с номером «10». В августе 2018 года он подписал новый трёхлетний контракт с клубом.
Эзе подписал пятилетний контракт с клубом английской Премьер-лиги «Кристал Пэлас» 28 августа 2020 года, а «Уиком Уондерерс» получили отступные в размере около 17 миллионов фунтов стерлингов. В финале Кубка Англии 2025, 17 мая 2025 года он забил единственный гол в матче против «Манчестер Сити». Кубок стал первым крупным трофеем для «Пэлас» и обеспечил клубу первое участие в еврокубках.

## Карьера в сборной
Эзе родился в Англии в семье выходцев из Нигерии, поэтому может выступать за сборные любой из этих стран. В начале октября 2018 года он получил вызов в сборную Англии до 20 лет и дебютировал в её составе 11 октября в матче против сборной Италии.
3 сентября 2019 года Эзе был вызван в сборную Англии до 21 года. Однако его дебют за сборную состоялся позднее, 15 ноября 2019 года в матче против сборной Албании, в котором он вышел на замену Филу Фодену. В марте 2021 года был включён в заявку сборной Англии до 21 года на матчи группового этапа молодёжного чемпионата Европы 2021 года.
16 июня 2023 года дебютировал в составе главной сборной Англии в матче против сборной Мальты.

## Статистика выступлений

### Клубная
| Выступление          | Выступление      | Выступление      | Лига | Лига | Кубок | Кубок | Еврокубки | Еврокубки | Прочие | Прочие | Итого | Итого |
| Клуб                 | Лига             | Сезон            | Игры | Голы | Игры  | Голы  | Игры      | Голы      | Игры   | Голы   | Игры  | Голы  |
| -------------------- | ---------------- | ---------------- | ---- | ---- | ----- | ----- | --------- | --------- | ------ | ------ | ----- | ----- |
| Куинз Парк Рейнджерс | Чемпионшип       | 2016/17          | 0    | 0    | 1     | 0     | 0         | 0         | 0      | 0      | 1     | 0     |
| Куинз Парк Рейнджерс | Чемпионшип       | 2017/18          | 16   | 2    | 1     | 0     | 0         | 0         | 0      | 0      | 17    | 2     |
| Куинз Парк Рейнджерс | Чемпионшип       | 2018/19          | 42   | 4    | 4     | 0     | 0         | 0         | 0      | 0      | 46    | 4     |
| Куинз Парк Рейнджерс | Чемпионшип       | 2019/20          | 46   | 14   | 2     | 0     | 0         | 0         | 0      | 0      | 48    | 14    |
| Куинз Парк Рейнджерс | Итого            | Итого            | 104  | 20   | 8     | 0     | 0         | 0         | 0      | 0      | 112   | 20    |
| → Уиком Уондерерс    | Лига 2           | 2017/18          | 20   | 5    | 0     | 0     | 0         | 0         | 2      | 0      | 22    | 5     |
| → Уиком Уондерерс    | Итого            | Итого            | 20   | 5    | 0     | 0     | 0         | 0         | 2      | 0      | 22    | 5     |
| Кристал Пэлас        | Премьер-лига     | 2020/21          | 34   | 4    | 2     | 0     | 0         | 0         | 0      | 0      | 36    | 4     |
| Кристал Пэлас        | Премьер-лига     | 2021/22          | 13   | 1    | 4     | 0     | 0         | 0         | 0      | 0      | 17    | 1     |
| Кристал Пэлас        | Премьер-лига     | 2022/23          | 38   | 10   | 2     | 0     | 0         | 0         | 0      | 0      | 40    | 10    |
| Кристал Пэлас        | Премьер-лига     | 2023/24          | 27   | 11   | 4     | 0     | 0         | 0         | 0      | 0      | 31    | 11    |
| Кристал Пэлас        | Премьер-лига     | 2024/25          | 34   | 8    | 9     | 6     | 0         | 0         | 0      | 0      | 43    | 14    |
| Кристал Пэлас        | Премьер-лига     | 2025/26          | 1    | 0    | 0     | 0     | 0         | 0         | 1      | 0      | 2     | 0     |
| Кристал Пэлас        | Итого            | Итого            | 147  | 34   | 21    | 6     | 0         | 0         | 1      | 0      | 169   | 40    |
| Всего за карьеру     | Всего за карьеру | Всего за карьеру | 271  | 59   | 29    | 6     | 0         | 0         | 3      | 0      | 303   | 65    |

1. ↑  Кубок Англии, Кубок Английской футбольной лиги
2. ↑  Суперкубок Англии, Трофей Английской футбольной лиги

### Матчи за сборную
| Матчи Эзе за сборную Англии | Матчи Эзе за сборную Англии | Матчи Эзе за сборную Англии | Матчи Эзе за сборную Англии | Матчи Эзе за сборную Англии | Матчи Эзе за сборную Англии |
| №                           | Дата                        | Соперник                    | Счёт                        | Голы                        | Турнир                      |
| --------------------------- | --------------------------- | --------------------------- | --------------------------- | --------------------------- | --------------------------- |
| 1                           | 16 июня 2023                | Мальта                      | 4:0                         | —                           | Отборочные матчи ЧЕ-2024    |
| 2                           | 12 сентября 2023            | Шотландия                   | 3:1                         | —                           | Товарищеский матч           |
| 3                           | 3 июня 2024                 | Босния и Герцеговина        | 3:0                         | —                           | Товарищеский матч           |
| 4                           | 7 июня 2024                 | Исландия                    | 0:1                         | —                           | Товарищеский матч           |
| 5                           | 20 июня 2024                | Дания                       | 1:1                         | —                           | Финальные матчи ЧЕ-2024     |
| 6                           | 30 июня 2024                | Словакия                    | 2:1                         | —                           | Финальные матчи ЧЕ-2024     |
| 7                           | 6 июля 2024                 | Швейцария                   | 1:1 (5:3 пен.)              | —                           | Финальные матчи ЧЕ-2024     |
| 8                           | 7 сентября 2024             | Ирландия                    | 2:0                         | —                           | Лига наций УЕФА 2024/2025   |
| 9                           | 10 сентября 2024            | Финляндия                   | 2:0                         | —                           | Лига наций УЕФА 2024/2025   |
| 10                          | 24 марта 2025               | Латвия                      | 3:0                         | 1                           | Отборочные матчи ЧМ-2026    |
| 11                          | 7 июня 2025                 | Андорра                     | 1:0                         | —                           | Отборочные матчи ЧМ-2026    |
| 12                          | 10 июня 2025                | Сенегал                     | 1:3                         | —                           | Товарищеский матч           |

Итого: 12 матчей / 1 гол; 9 побед, 1 ничья, 2 поражения.

## Достижения

### Командные
«Кристал Пэлас»
- Обладатель Кубка Англии: 2024/25
- Обладатель Суперкубка Англии: 2025

### Индивидуальные
- Игрок года в «Куинз Парк Рейнджерс»: 2019/20